# Nakupovalno središče Rudnik
Nakupovalno središče Rudnik (Nakupovalni center Rudnik) je nakupovalno središče na ljubljanskem Rudniku, ki se je razvilo v nekdanji industrijski coni. Je drugo največje v tem mestu. 
Za razliko od BTC-ja ga ne upravlja gospodarska družba. Leži na približno 50 hektarjih Ljubljanskega barja. Glavnina njegovih stavb je nastala od 1990-ih. Tam deluje več kot 200 gospodarskih družb, med večjimi trgovci so E.Leclerc (od leta 1999), Rutar, Merkur in Obi.
Ponudniki so izdajali revijo Izložba, delovala je spletna stran nsrudnik.si, za oboje je skrbela oglaševalska agencija Vodik.

## Nakupovalna središča
V njem sta še dve nakupovalni središči: 
- Supernova Ljubljana Rudnik
- Park Center Ljubljana - Rudnik (nekdanji Nakupovalni park Supernova)[4]

## Težave zaradi neprimerne gradnje na barju
Ker gradnja na barju s piloti pomeni podražitev, so se investitorji temu izogibali, zato so bili kanalizacija in tri notranje povezovalne ceste poškodovane, zaradi posedanja pa je morala poslovalnica Lidla maja 2011 nehati obratovati na prvotni lokaciji. Lidlu sosednji Rutar ni imel teh težav. Leta 2011 je MOL saniral te tri, od posedanja valovite ceste, s 674 tisoč evri iz občinskega proračuna. Navpične odprtine so zapolnili z lahkim betonom in pod tamponski material položili geotekstil. Celotna sanacija bi stala 4 milijone evrov. Lastniki trgovin, ki so izrazili zahtevo po sanaciji, zanjo niso želeli plačati, ker so menili, da so svoj delež že plačali s komunalnimi prispevki.